# Sarcochilus falcatus
Sarcochilus falcatus là một loài lan đặc hữu của Úc (đảo Queensland đến Victoria). Đây là loài điển hình của chi Sarcochilus.